# Birsteinius mongolicus
Birsteinius mongolicus är en kvalsterart som först beskrevs av Sandór Mahunka 1964.  Birsteinius mongolicus ingår i släktet Birsteinius och familjen Liacaridae. Inga underarter finns listade.